# Institut universitaire de technologie de Figeac
L'Institut universitaire de technologie de Figeac, se trouve dans le département du Lot, en région Occitanie.

## Histoire
L’Institut universitaire de technologie de Figeac est un Institut universitaire de technologie (IUT) localisé dans la ville de Figeac, qui compte 9 770 habitants en 2021, en raison notamment de la présence  d'entreprises locales : Andros, Ratier... Il a été créé en 1995,, grâce au soutien du conseil régional de Midi-Pyrénées par une volonté de délocalisation de l'enseignement supérieur pour la démocratisation des études supérieures et l'aménagement du territoire. 
Un projet d'extension est initié en 2010, à la suite de quoi un concours d'architecture est lancé. Le début des travaux a lieu le 17 janvier 2014 ; la pose de la première pierre a lieu le 7 février 2014. 
Cette extension a porté la capacité d'accueil de l'établissement à 700 étudiants.

## Formation
L'IUT de Figeac est un institut interne à l'Université Toulouse II avec les départements suivants :

### DUT
- Diplôme universitaire de technologie en génie mécanique et productique
- Diplôme universitaire de technologie en techniques de commercialisation
- Diplôme universitaire de technologie en carrières sociales

### Licence professionnelle
- Licence qualité contrôles météorologie en alternance
- Licence conception fabrication assistés par ordinateur
- Licence marketing des produits agroalimentaires sous signe de qualité
- Licence commercialisation des produits et des services industriels
- Licence plasturgie et composites

L'institut universitaire de technologie de Figeac compte 420 étudiants en 2020,.

## Classement
En 2022 l'établissement a été classé 64e du classement complet réalisé par Thotis.